# Dioon merolae
Dioon merolae  (лат.) — вид саговников семейства Замиевые (Zamiaceae).
Растение древовидное. Ствол 3 м высотой, 40 см диаметром. Листья тёмно-зелёные, полуглянцевые, длиной 80-100 см, состоят из 200-240 фрагментов. Листовые фрагменты узколанцетные, не серповидные; средние фрагменты 7-9 см длиной, 10-12 мм в ширину. Пыльцевые шишки узкояйцевидные, светло-коричневые, длиной 30-40 см, 8-10 см диаметром. Семенные шишки яйцевидные, светло-коричневые, длиной 40-45 см, диаметром 20-25 см. Семена яйцевидные, 30-40 мм, шириной 25-35 мм, саркотеста кремовая или белая.
Эндемик Мексики (Чьяпас, Оахака). Растения встречаются в лесу, где преобладают Pinus и Quercus, а также в тропических полулистопадных лесах на почвах, образованных на осадочных породах и карстовых известняках. Растения растут на крутых песчаных скалах, вдоль густо заросших водотоков.
На состояние популяции влияет чрезмерный сбор. В некоторых случаях верхняя часть растений срезается и продаётся как украшение стола. Растения нуждаются в охране местными общинами.